# Классификация грунтов AASHTO
Система классификации грунтов  Американской ассоциации государственных автомобильных дорог и транспорта используется в качестве руководства по классификации грунтов заполнителей при строительстве дорог по всему миру. Система классификации была впервые разработана Хогентогером и Терцаги в 1929 году, но с тех пор несколько раз пересматривалась.
| Основная классификация                           | Частицы грунта (35 % или менее проходят 0,075 мм (№ 200) сито) | Частицы грунта (35 % или менее проходят 0,075 мм (№ 200) сито) | Частицы грунта (35 % или менее проходят 0,075 мм (№ 200) сито) | Частицы грунта (35 % или менее проходят 0,075 мм (№ 200) сито) | Частицы грунта (35 % или менее проходят 0,075 мм (№ 200) сито) | Частицы грунта (35 % или менее проходят 0,075 мм (№ 200) сито) | Частицы грунта (35 % или менее проходят 0,075 мм (№ 200) сито) | Ил — глиняные материалы (> 35% прохождения 0,075 мм (№ 200) сито) | Ил — глиняные материалы (> 35% прохождения 0,075 мм (№ 200) сито) | Ил — глиняные материалы (> 35% прохождения 0,075 мм (№ 200) сито) | Ил — глиняные материалы (> 35% прохождения 0,075 мм (№ 200) сито) |
| ------------------------------------------------ | -------------------------------------------------------------- | -------------------------------------------------------------- | -------------------------------------------------------------- | -------------------------------------------------------------- | -------------------------------------------------------------- | -------------------------------------------------------------- | -------------------------------------------------------------- | ----------------------------------------------------------------- | ----------------------------------------------------------------- | ----------------------------------------------------------------- | ----------------------------------------------------------------- |
| Групповая классификация                          | А-1                                                            | А-1                                                            | А-3                                                            | А-2                                                            | А-2                                                            | А-2                                                            | А-2                                                            | А-4                                                               | А-5                                                               | А-6                                                               | А-7                                                               |
| Групповая классификация                          | А-1-а                                                          | А-1-б                                                          | А-3                                                            | А-2-4                                                          | А-2-5                                                          | А-2-6                                                          | А-2-7                                                          | А-4                                                               | А-5                                                               | А-6                                                               | А-7-5 А-7-6                                                       |
| Ситовой анализ, % прохождения                    |                                                                |                                                                |                                                                |                                                                |                                                                |                                                                |                                                                |                                                                   |                                                                   |                                                                   |                                                                   |
| 2,00 мм (№ 10)                                   | 50 макс.                                                       | …                                                              | …                                                              | …                                                              | …                                                              | …                                                              | …                                                              | …                                                                 | …                                                                 | …                                                                 | …                                                                 |
| 0,4255 мм (№ 40)                                 | 30 макс.                                                       | 50 макс.                                                       | 51 мин.                                                        | …                                                              | …                                                              | …                                                              | …                                                              | …                                                                 | …                                                                 | …                                                                 | …                                                                 |
| 0,0755 мм (№ 200)                                | 15 макс.                                                       | 25 макс.                                                       | 10 макс.                                                       | 35 макс.                                                       | 35 макс.                                                       | 35 макс.                                                       | 35 макс.                                                       | 36 мин                                                            | 36 мин                                                            | 36 мин                                                            | 36 мин                                                            |
| Характеристики прохождения дроби 0,425 мм (№ 40) |                                                                |                                                                |                                                                |                                                                |                                                                |                                                                |                                                                |                                                                   |                                                                   |                                                                   |                                                                   |
| Лимит жидкости                                   | …                                                              | …                                                              | …                                                              | 40 макс.                                                       | 41 мин                                                         | 40 макс.                                                       | 41 мин                                                         | 40 макс.                                                          | 41 мин                                                            | 40 макс.                                                          | 41 мин                                                            |
| Индекс пластичности                              | 6 макс.                                                        | 6 макс.                                                        | НП                                                             | 10 макс.                                                       | 10 макс.                                                       | 11 мин                                                         | 11 мин                                                         | 10 макс.                                                          | 10 макс.                                                          | 11 мин                                                            | 11 мин 1                                                          |
| Обычные типы важных составляющих материалов      | каменные осколки, гравий и песок                               | каменные осколки, гравий и песок                               | хороший песок                                                  | ил или глинистый гравий и песок                                | ил или глинистый гравий и песок                                | ил или глинистый гравий и песок                                | ил или глинистый гравий и песок                                | илистые почвы                                                     | илистые почвы                                                     | глинистые почвы                                                   | глинистые почвы                                                   |
| Оценка использования в качестве зем. полотна     | от отличного до хорошего                                       | от отличного до хорошего                                       | от отличного до хорошего                                       | от отличного до хорошего                                       | от отличного до хорошего                                       | от отличного до хорошего                                       | от отличного до хорошего                                       | от удовлетворительного до плохого                                 | от удовлетворительного до плохого                                 | от удовлетворительного до плохого                                 | от удовлетворительного до плохого                                 |

Индекс пластичности подгруппы А-7-5 равен или меньше LL-30. Индекс пластичности подгруппы А-7-6 больше, чем LL-30.